# إدوارد نيلسون
إدوارد نيلسون (بالإنجليزية: Edward Nelson)‏ هو فيزيائي وفيلسوف ورياضياتي أمريكي، ولد في 4 مايو 1932 في ديكاتور في الولايات المتحدة، وتوفي في 10 سبتمبر 2014 في برينستون في الولايات المتحدة.